# 帕卡赖马山脉
帕卡赖马山脉:1273位于南美洲北部圭亚那高原，地处巴西、委内瑞拉和圭亚那三国交界，是亚马逊河流域和奥里诺科河流域的分水岭。大致呈东北至西南走向，长约400公里。最高点罗赖马山，海拔2772米，同时也是圭亚那的最高点。